# Мирні церкви
Мирні церкви, пацифістські церкви — християнські сповідання, церкви, рухи, деномінації, групи чи громади, що відстоюють християнський пацифізм чи біблійний неспротив, що оформився в США, але у ширшому розумінні існував у християнській церкві в усі часи в усіх народах, разом з Україною, Росією та Німеччиною. Мирні церкви згідні, що Ісус Христос виступав за ненасилля. Чи можна колись виправдати фізичну силу, захищаючи себе чи інших, залишається суперечливим. Багато віруючих суворо дотримуються моральної позиції щодо неспротиву перед насильством. Ці церкви, як правило, погоджуються з тим, що насильство від імені націй та їх урядів суперечить християнській етиці (моралі).
Термін історичні мирні церкви у США стосується лише трьох церковних груп — Церкви братства; Релігійне товариство друзів (квакери); та менонітів (разом з амішами, старопорядними менонітами та консервативними менонітами), і використовувався з часу першої конференції мирних церков у Канзасі у 1935 році. Визначення «мирні церкви» іноді розширюється, включаючи христадельфіян (з 1863 року) Та інших, що не брали участі у конференції «історичних мирних церков» в Канзасі в 1935 році.

## Історія

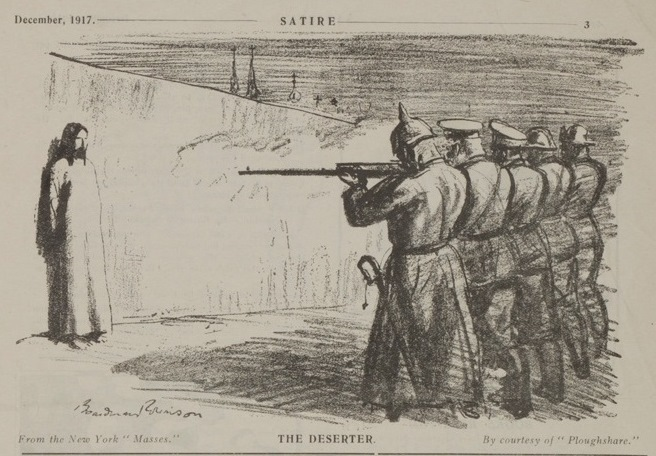
Дезертир (1916) Бордман Робінсон.

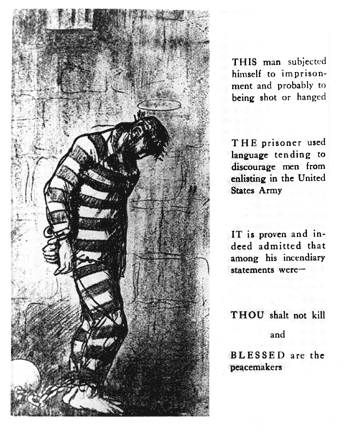
Блаженні миротворці (Мат. 5:9; 1917) Джорджа Біллоуза

Серед усіх християнських конфесій завжди існували групи членів, що виступають за ненасилля, але певні церкви постійно підтримували це з моменту свого заснування. Окрім трьох історичних мирних церков, до них належать аміші, старопорядні меноніти, консервативні меноніти, гуттери, старонімецькі баптиські браття, старопорядні річкові браття, браття у Христі, та інші в анабаптистській традиції; духобори, молокани, дункардські браття, Дух-і-жизники, Брудергофські громади, Швенкфельдери, Моравські браття, Шейкери, нереєстровані пострадянські п'ятидесятники і баптисти, деякі групи п'ятидесятників на Заході. Найбільша п'ятидесятницька церква світу Асамблеї Божі, відмовилася від мирорності приблизно в часи Другої світової війни. Ці християнські деномінації не мають спільної згоди, щодо можливості невійськової участі, як неозброєний медичний персонал, або робота на військове забезпечення країни у воєнний час, наприклад, у виготовленні боєприпасів. Одна сторона вважає, що Ісус ніколи не заперечуватиме, щоб допомагати страждаючим людям, тоді як інша може заперечити, що це побічно сприяє насильству, звільняючи інших людей для участі в ньому.
Свого часу для отримання статусу відмовника за сумлінням у ЗДА, і, отже, звільнення від військової повинності, або для тих, хто вже в армії, — почесне звільнення, було необхідне активне членство та поділяння вірувань однієї з „мирних церков“. Але після низки судових рішень ця вимога була скасована. Зараз у Сполучених Штатах можна заявити статус відмови за сумлінням на основі особистої системи переконань, що не повинна бути християнською й навіть не ґрунтуватися на релігії.
Мирні церкви, особливо ті, що мають достатні фінансові та організаційні ресурси, намагалися допомогти у стражданнях, що створює війна, навіть до ворожої країни. Це часто викликало суперечки, саме коли квакери послали великі поставки поживи і медикаментів до Північного В'єтнаму за В'єтнамської війни, та за ембарго Куби. Службовий комітет американських друзів та Менонітський центральний комітет — це дві благодійні конфесійні агенції, створені для забезпечення такого зцілення.
У 1980-х роках квакери, браття та меноніти об'єдналися, щоб створити Християнські миротворчі команди — міжнародну організацію, яка працює над зменшенням насильства та систематичної несправедливості в регіонах конфлікту. Це було вмотивовано бажанням християн ставитися до миротворчості так само серйозно, як солдати та уряди сприймають війну.

## Інші християнські мирні групи

### Христадельфіяни, 1863 рік
Христадельфіяни — одна з невеликої кількості церков, чия ідентичність як конфесії безпосередньо пов'язана з християнською мирністю. Хоча група, що пізніше прийняла назву „христадельфіян“, в основному відокремилася від кемпбелітів у Шотландії та Америці після 1848 року, саме військовий призов за американській громадянській війні призвела до того, що їх місцева церква в графстві Огл, штат Іллінойс, зареєструвалась 1863 року під назвою „христадельфіяни“, як відмовників за сумлінням. Коли наближалася Перша світова війна, христадельфіяни в Британській імперії займали ту ж позицію, хоча часто стикалися з військовими трибуналами. Під час Другої світової війни христадельфіяни були звільнені від служби у війську та виконували цивільні роботи, хоча деякі з невеликої чисельності христадельфіян у Німеччині були ув'язнені, а одного було страчено. Позиція зберігалася за корейської й в'єтнамської війн та до сьогодні.

### Духобори
Духобори — це духовно-християнська конфесія, що пропагує мирність. 29 червня 1895 року відбулося «спалення зброї» духоборами, коли вони «нагромадили свої саблі, рушниці та іншу зброю та спалили її у великих багаттях, коли вони співали псалми».

### Пацифісти Святості
Асоціація Еммануїл, Браття у Христі та Христова освячена свята церква — це конфесії руху святості, відомі сьогодні своїм протистоянням війні; що відомі як «Пацифісти святості». Наприклад, Асоціація Еммануеля вчить:
«Ми відчуваємо себе явно зобов'язаннями відстоювати наше непохитне переконання, що Війна є абсолютно несумісною з простими заповідями нашого божественного Господа і Законодавця і з усім духом Євангелія; і що жодний довід про необхідність чи політики, хоч би яким терміновим чи особливим він не був, не може звільнити ні окремих людей, ні державу від надзвичайної відданості, якій вони зобов'язані Тому, Хто сказав: „Любіть своїх ворогів“. Тому, ми не можемо брати участь у війні (Рим. 12:19), воєнних діях чи обов'язковому навчанні.»

### Церква адвентистів сьомого дня, 1867 рік
У 1864 році адвентисти шукали і отримали виключення з повинності як відмовники сумління, а Церква адвентистів сьомого дня з 1914 року має давню історію невійськової служби у війську, та поза військом. На сьогодні, як зазначає адвентистський пастор в інтернет-журналі, для членів церкви адвентистів сьомого дня:
«Сьогодні в добровольчій армії багато адвентистських юнаків і дівчат приєднуються до війська на бойових позиціях, і є багато пасторів-адвентистів, які обирають військові капеланські посади, підтримуючи як учасників бойових дій, так і некомбатантів. У День ветеранів американські церкви всієї країни віддають шану і повагу тим, хто „служив своїй країні“, не намагаючись розрізнити, як вони служили, будь то пілоти-бомбардувальники, морські котики або морські свинки операції „Вайткоат“. Я ще не бачив богослужіння на честь тих, хто втік до Канади, щоб уникнути участі у безглуздій різанині В'єтнаму в їхньому біблійному пацифізмі»

### Церкви Божі (7-й день)
Різні групи, що еволюціонують під назвою Церква Божа (7-й день), виступають проти плотської війни, заснованої на Матвія 26:52; Об'явлення 13:10; Римлянам 12: 19–21. Вони вважають, що зброя їхньої війни не плотська, а духовна (ІІ Коринтянам 10: 3–5; Ефесян 6: 11–18).

### Молокани
Молокани — це духовно-християнська конфесія, яка пропагує пацифізм. Їх історично переслідували за те, що вони не носили зброї.

## Частково пацифістські групи

### Спільнота Христа
Мормонська Спільнота Христа (раніше відома як Реорганізована Церква Ісуса Христа Святих Останніх Днів), хоча не є прямо мирною, формується як міжнародна мирна церква через такі служіеея, як Міжнародна премія за мир «Спільнота Христа», « Щоденна молитва» заради миру та ресурси для підтримки заперечення сумлінності проти війни. Проте у Сполучених Штатах та в усьому світі багато мормонів беруть активну військову службу, і церква забезпечує капеланський службовий обов'язок з пропаганди та служіння військовим.

### Церкви Христові
Церкви Христа колись мали відносно велику фракцію ненасилля, й тепер стали конфліктнішими. Сучасні Церкви Христові, особливо ті, що дотримуються вчення Девіда Ліпскомба, схильні до мирних поглядів. Це означає, що вони вважають, що застосування примусу та/або сили може бути прийнятним для цілей особистої самооборони, але для вдавання до війни — це не для християн.

### Товариство примирення
Як зазначалося вище, у більшості загальновизнаних християнських конфесій існують групи миру. Товариство примирення — організація, що була створена для єднання християн цих груп та учасників історичних церков миру. У деяких країнах, як у Сполучених Штатах, товариство розширило сферу роботи з розширенням до представників інших релігій або жодної з них, а також людей, позиція яких не суворо стосується ненасилля. Проте в інших країнах (наприклад, у Великій Британії) воно, залишається організацією християнського ненасилля.